# Hymenochaete carpatica
Hymenochaete carpatica är en svampart som beskrevs av Pilát 1930. Hymenochaete carpatica ingår i släktet Hymenochaete och familjen Hymenochaetaceae.   Inga underarter finns listade i Catalogue of Life.

## Källor

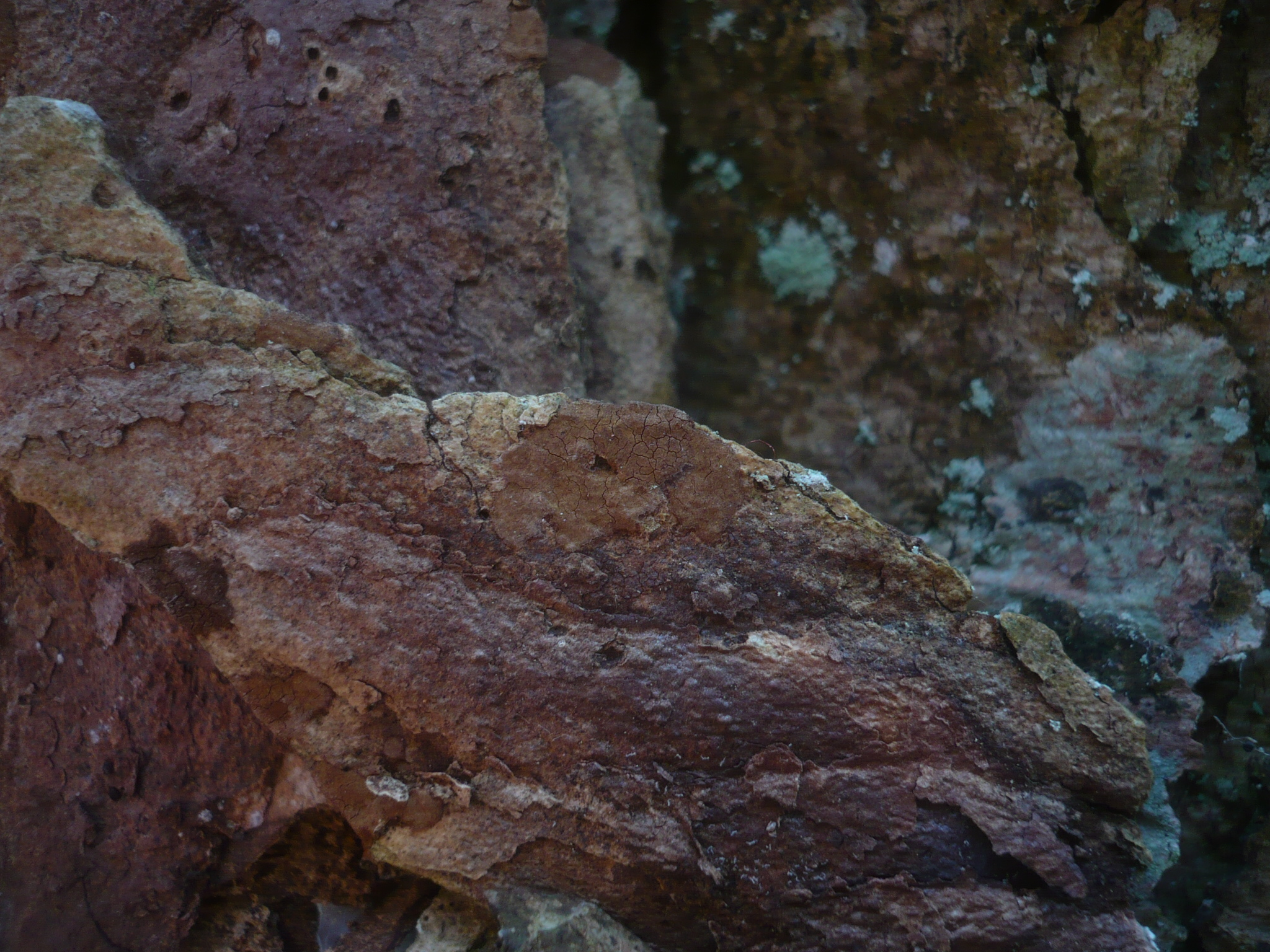